# بنفرتة
البَنْفُرتَة أو بان فورتي (بالإنجليزية: Panforte)‏ حلوى إيطالية تقليدية عالكة تحتوي الفاكهة والمكسرات. إنه مشابه للبسكويت الإفلرنسي ولكنه أكثر سمكًا ، أو يشبه كعكة الزنجبيل النُّرِنبِرغيَّة. البَنفُرتَة معروفة في جميع أنحاء إيطاليا وأكلها تقليد عيد الميلاد مرتبط بمقاطعة سِيَيْنة خاصة. 
يعود تاريخ البَنفُرتة إلى القرن الثالث عشر على الأقل في منطقة تُسكانة الإيطالية. تشهد الوثائق من عام 1205 المحفوظة في أرشيف ولاية سيينة أن الخبز المنكه بالفلفل والعسل قد دُفِع للرهبان والراهبات المحليين في دير مُنتِشيلي (مونت سيلسو الحديثة ، بالقرب من مُنتِرِجيوني ) ضريبةً أو عشورًا كانت مستحقة في 7 فبراير من ذلك العام.   
تعني كلمة حرفياً الخبز القوي أو القاسي المشتق من الكلمة اللاتينية fortis ،  والتي تشير إلى الطعمة الحارة. في الأصل أطلق عليه السينيون اسم " بنبباتة " (خبز بالفلفل) ، بسبب الفلفل القوي المستخدم. تتكون الحلوى الأصلية من دقيق القمح والعسل والتوابل والتين المجفف والمربى والصنوبر ونكهة الفلفل. 

## الإنتاج
عملية صنع البنفرتة بسيطة. يُذوب السكر في العسل وتخلط أنواع مختلفة من المكسرات والفاكهة والتوابل مع الدقيق. يُخبز الخليط بالكامل في مقلاة ضحلة. القرص النهائي يُغطى بمدقوق السكر. يغلب أو يكون للبَنفُرتة المنتجة تجاريًا شريط من ورق الأرز حول الحافة.

## الصور

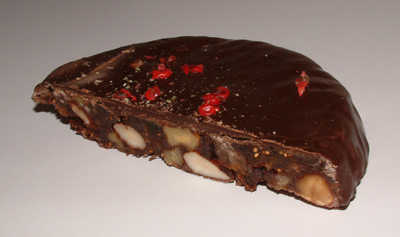
بنفرتة مع الشوكولاتة
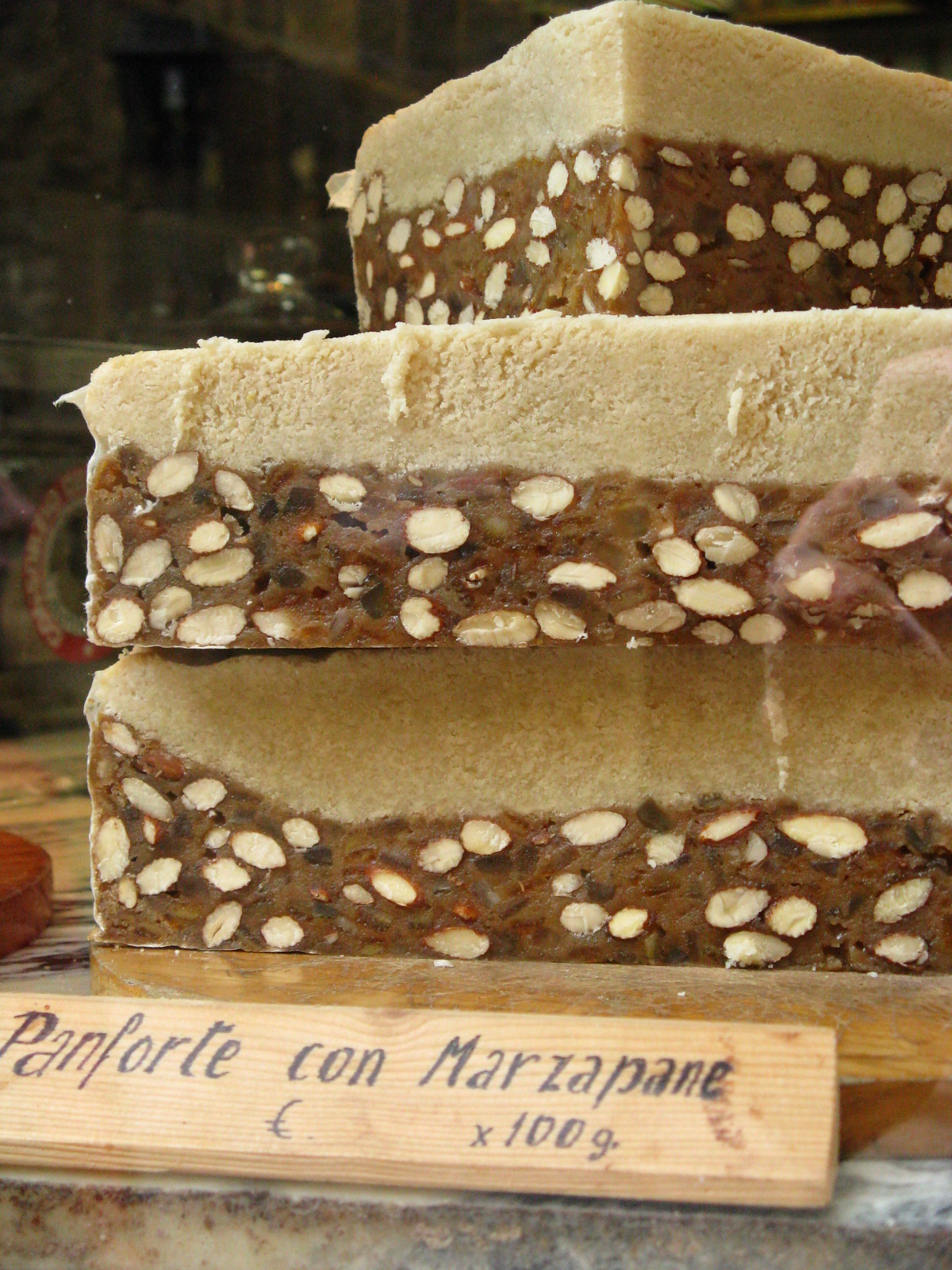
بنفرتة مع مرزبانية في متجر في سان جِمِجنانو